# 華富里府
華富里府（皇家轉寫：Changwat Lop Buri，泰語發音：[lóp bū.rīː]）是泰國中部之一個府。

## 地理
- 華富里府距首都曼谷約153公里。
- 華富里府的大部分為平原，東部則為山林，湖泊沼澤眾多，農業、漁業均發達，工廠則不多。

## 行政
華富里府的行政區的行政區共分為11个縣（Amphoe）；再分成124个區（Tambon）；最後細分成1,110个村（Muban）。
| \| # \| 中文名 \| 泰文名 \| 英文名 \| \| -- \| ---------------------- \| -------- \| ---------------- \| \| 1 \| 华富里府治县（英语：Mueang Lopburi District） \| เมืองลพบุรี \| Mueang Lopburi \| \| 2 \| 帕塔纳尼空县（英语：Amphoe Phatthana Nikhom） \| พัฒนานิคม \| Phatthana Nikhom \| \| 3 \| 鹄三廊县（英语：Amphoe Khok Samrong） \| โคกสำโรง \| Khok Samrong \| \| 4 \| 猜巴丹县（英语：Amphoe Chai Badan） \| ชัยบาดาล \| Chai Badan \| \| 5 \| 他翁县（英语：Amphoe Tha Wung） \| ท่าวุ้ง \| Tha Wung \| \| 6 \| 班米县（英语：Amphoe Ban Mi） \| บ้านหมี่ \| Ban Mi \| \| 7 \| 他銮县（英语：Amphoe Tha Luang） \| ท่าหลวง \| Tha Luang \| \| 8 \| 沙博县（英语：Amphoe Sa Bot） \| สระโบสถ์ \| Sa Bot \| \| 9 \| 鹄乍仑县（英语：Amphoe Khok Charoen） \| โคกเจริญ \| Khok Charoen \| \| 10 \| 兰颂提县（英语：Amphoe Lam Sonthi） \| ลำสนธิ \| Lam Sonthi \| \| 11 \| 农孟县（英语：Amphoe Nong Muang） \| หนองม่วง \| Nong Muang \| |              |          |                  |
| # | 中文名       | 泰文名   | 英文名           |
| 1 | 华富里府治县 | เมืองลพบุรี | Mueang Lopburi   |
| 2 | 帕塔纳尼空县 | พัฒนานิคม  | Phatthana Nikhom |
| 3 | 鹄三廊县     | โคกสำโรง | Khok Samrong     |
| 4 | 猜巴丹县     | ชัยบาดาล  | Chai Badan       |
| 5 | 他翁县       | ท่าวุ้ง     | Tha Wung         |
| 6 | 班米县       | บ้านหมี่    | Ban Mi           |
| 7 | 他銮县       | ท่าหลวง   | Tha Luang        |
| 8 | 沙博县       | สระโบสถ์  | Sa Bot           |
| 9 | 鹄乍仑县     | โคกเจริญ  | Khok Charoen     |
| 10 | 兰颂提县     | ลำสนธิ    | Lam Sonthi       |
| 11 | 农孟县       | หนองม่วง  | Nong Muang       |

## 名勝古蹟

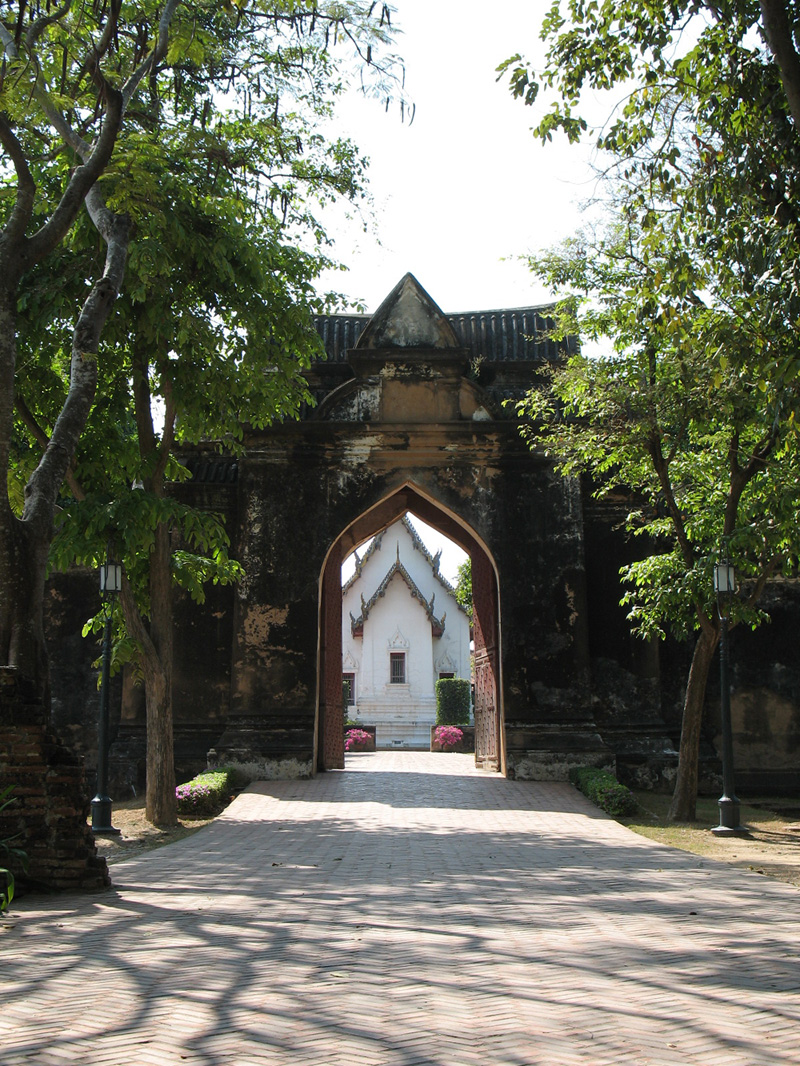
那萊行宮的內閘

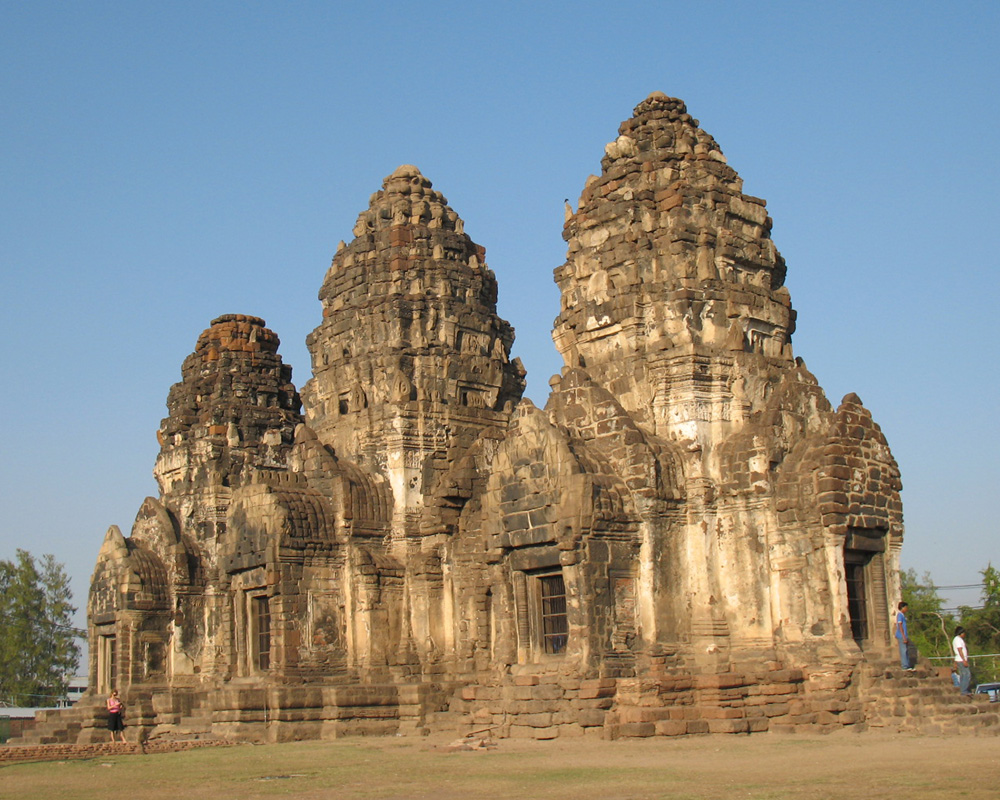
三峰塔為華富理的地標建築物

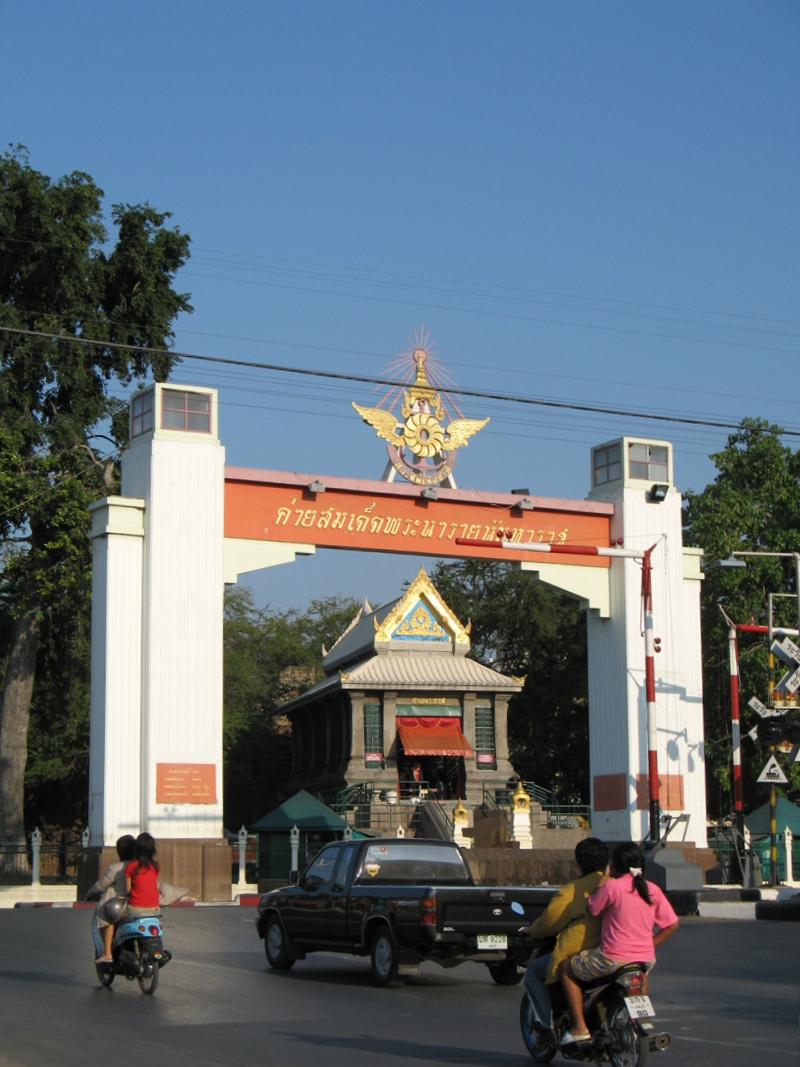
華富里直轄縣的城門

- 那萊行宮和國家博物館：位於華富里直轄縣，為大城時代的那萊大帝所建，融合泰國式及歐洲式的建築藝術。另有泰國第三大的國家博物館，包括四棟大廈，展示有關農業用品、印度史詩皮影戲、各種佛像、石器制品、2,700多年前的文物古董等。
- 三峰塔：位於華富里直轄縣的市區之火車站附近，它是華富里府的標誌，建於佛历18世紀，為高棉族所建的婆羅門藝術風格的三大佛塔。
- 閻羅王廟：位於「三峰塔」的附近，為高棉族所建，內有那萊大帝的立姿石像，廟旁有一古樹，蔭蔽四方，上面有許多猴子棲居。當地人都供奉食品、水果等來祭祀，因此引來一大群猴子來享用，故華富里直轄縣亦有「猴城」之譽。
- 哇考翁古寺：位於萬麵縣，佔地面積約48,000平方公尺，在寺廟北邊，有一大山洞，洞內有數百萬隻蝙蝠，其蝙蝠糞便每年為該寺帶來不少收入。
- 哇考翁拍珍山：位於鵠三廊縣，山麓有一寺廟，山頂有佛陀足印，山高海拔650公尺，共有3,067級階梯，山頂鳥轍之景怡人。
- 翁干樑瀑布植物園：位於猜巴丹縣，其瀑布源頭為地下大型噴泉，然後流過十幾層岩石形成壯觀的瀑布，週圍是植物園。
- 那萊大帝紀念碑：位於進入華富里直轄縣城前的「貼沙迪羅斗圈」內，為一立姿雕像，威武而又莊嚴。
- 哇拍史瑪哈它寺：位於「三峰塔」的東邊，為華富里府著名的古老佛寺，建於高棉族統治時期，曾在各時代多次被修葺，致現時的建築藝衛風格與古時有異。
- 邦客塔：位於華富里直轄縣，其形狀類似「三峰塔」， 為高棉族建築藝術風格，建於佛曆15世紀。